# الدفنة (قطر)
الدفنة هي منطقة ساحلية في العاصمة القطرية الدوحة وتقع على الخليج العربي. تتطور المنطقة حاليًا بسرعة إلى منطقة تجارية مركزية، ومنذ أواخر التسعينيات ارتفعت العشرات من ناطحات السحاب في المنطقة، مع التخطيط لأكثر من خمسين أخرى. تعد المنطقة أيضًا موطنًا لمول سيتي سنتر، أحد أكبر مراكز التسوق في الشرق الأوسط.
تم إنشاء المنطقة فعليًا في منتصف الثمانينيات في أعقاب مشروع استصلاح الأراضي الضخم على طول ساحل الدوحة، وبدأت في التطور في منتصف التسعينيات. في الوقت الحالي، تتحول الدفنة بسرعة إلى منطقة وسط مدينة الدوحة الجديدة، ومع الكم الهائل من التطويرات الأخيرة في شمال الدوحة؛ كما أنها أصبحت بسرعة المركز الجديد للمدينة. المساكن في المنطقة متطورة بشكل أساسي ويقيم فيها العديد من القناصل الأجانب.

## أصل التسمية
في اللغة العربية، تعني كلمة «الدفنة» تقريبًا «الأرض المجروفة»، في إشارة إلى حقيقة أن الحي قد بُني على أرض مستصلحة.

## التاريخ
تم اقتراح قرار استصلاح الأرض التي ستصبح في النهاية الدفنة لأول مرة في السبعينيات بعد أن واجهت الحكومة صعوبات في التفاوض مع القبائل المالكة للأرض في وسط مدينة الدوحة. وبدلاً من إجبار القبائل على بيع أراضيها، قررت الحكومة أن الخيار الأكثر جدوى هو البدء في مشروع تجريف ضخم على طول ساحل الدوحة. بدأ هذا المشروع في عام 1978 واستمر حتى عام 1981. تم التعاقد مع شركة الهندسة المعمارية الأمريكية ويليام بيريرا لتصميم المنطقة المستصلحة حديثًا. لم تنجح الخطة الرئيسية لمدينة بيريرا بالكامل في تنفيذها بسبب الضغوط الاقتصادية الناجمة عن انخفاض أسعار النفط في الثمانينيات، ومع ذلك كان فندق ومنتجع شيراتون الدوحة المكون من 456 غرفة والذي تم بناؤه في عام 1979 ومركز المؤتمرات والمعارض الذي تم افتتاحه في عام 1982 من بين نجاحاته الأولية. لم تبدأ الحكومة مرة أخرى في تطوير المنطقة حتى أواخر التسعينيات.

## جغرافيا
تقع الدفنة على حدود الأحياء التالية:
- الرميلة جنوبا يفصل بينها شارع محمد بن جاسم.
- ومن الغرب وادي السيل وعنيزة والخوير يفصل بينهما شارع البدع.
- القصار شمالا يفصلها شارع الدفنة.
- الخليج العربي من الشرق.

## الجذب السياحي
تتميز الدفنة ببعض من أفخم الفنادق والمطاعم وأماكن التسوق في الدولة. بالإضافة إلى أنها تقع بالقرب من مطار حمد الدولي. [بحاجة لمصدر] بالإضافة إلى ذلك، تقع قرية كتارا الثقافية في الدفنة، والتي تضم المسارح وقاعات الحفلات الموسيقية وصالات العرض وغيرها من المرافق للأنشطة متعددة الثقافات والترفيه.[بحاجة لمصدر] أحد معالمها الجذابة هو المدرج، مدرج كتارا المبني على الطراز القديم.

## نقل
في المستقبل، ستخدم محطة مترو الدفنة المنطقة. سيبدأ البناء خلال المرحلة 2 ب. بمجرد اكتماله، سيكون جزءًا من الخط الأزرق لمترو الدوحة.[بحاجة لمصدر]

## التعليم
| إسم المدرسة                     | منهاج دراسي | درجة                | الأجناس     | مصادر  |
| ------------------------------- | ----------- | ------------------- | ----------- | ------ |
| مدرسة الحكمة الدولية            | دولي        | روضة أطفال - ثانوية | على حد سواء | [ 9 ]  |
| مدرسة كارديف الابتدائية الدولية | دولي        | ابتدائي             | على حد سواء | [ 10 ] |
| مدرسة SEK الدولية               | دولي        | ابتدائي             | على حد سواء | [ 11 ] |